# Tesla řada B4

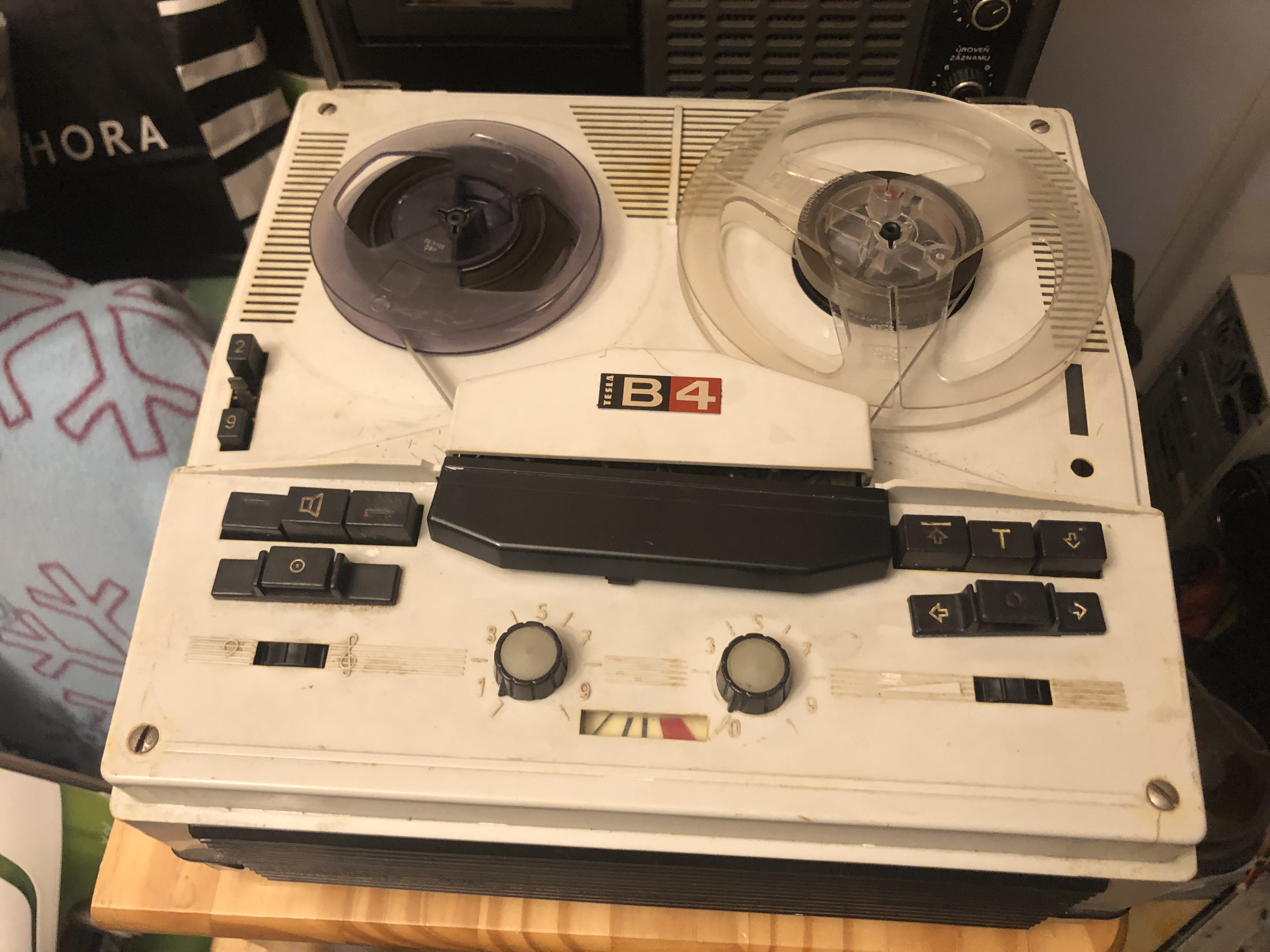
Magnetofon Tesla B4

Tesla B4 byla řada magnetofonů vyráběná v letech 1964–1974. Všechny magnetofony kromě typů B43 a B46 jsou monofonní. Patřil do ní Tesla B4, B41, B42, B43, B44, B45, B46, B47 Student, B400, B444/A/B.
Magnetofon Tesla B45 byl použit v 21. dílu pořadu 30 případů majora Zemana.